# Јат ервејз АВИО такси
Јат ервејз АВИО такси је некадашња авио-такси авио-компанија у Србији са седиштем у Вршцу. Била је базирана на аеродрому Никола Тесла у Београду и аеродрому Вршац. Била је једна од три српске авио-такси компаније у Србији заједно са компанијама Принц авијација и Ер Пинк.
Власник компаније била је компанија Јат ервејз.

## Историја
Основна је 2002. године и превози путнике из Београда и Вршца до дестинација у Европи и северној Африци.

## Дестинације
Јат ервејз АВИО такси је летела до ових дестинација по жељи путника:

### Африка
Тунис

### Европа
Амстердам, Атина, Брисел, Беч, Београд, Будимпешта, Варшава, Венеција, Вршац, Грац, Диселдорф, Женева, Истанбул, Ларнака, Малта, Милано, Минхен, Одеса, Париз, Праг, Рим, Скопље, Солун, Софија, Трст, Франкфурт, Хановер, Цирих

## Флота
Флота Јат ервејз АВИО такси новембра 2009. године састојала се од:
- 3 - Пајпер PA-31T чејен